# 卡尔·巴克斯
卡尔·巴克斯（英語：Carl Barks，1901年3月27日—2000年8月25日），美国著名的迪士尼漫画家和编剧。是著名卡通形象唐老鸭的主要创作者之一，有“唐老鸭之父”的称号。著名漫画家威尔·埃斯纳称之为：“漫画界的安徒生”。

## 早期生活
巴克斯出生在俄勒冈州南部的小镇梅里爾。在童年时期，卡尔·巴克斯是一个性格相对孤独的孩子。他的父母拥有一块大约一平方英里（约2.6平方公里）大小，作为农场的土地。离他家最近的邻居都在半英里（约800米）之外，这使得他更亲近于父母而不是朋友。离家最近的学校大约有2英里（约3公里）远，卡尔·巴克斯每天都要走很远去上学。乡下地区的孩子并不多，那个学校里含他在内只有仅仅8到10个学生。不过他倒是十分赞赏那所学校的教学品質。
上课时间是上午9点到下午4点，放学后他不得不返回农场的家里。他记得那个时候很少能和别人说话，他的父母都很忙，也很少能和哥哥在一起。
1908年，他的父亲（为了增加家庭收入）把家搬迁到了梅里尔镇北部的米蘭德鎮。那里靠近铁路，在当时来说那是很新鲜的事物。他们建立了一个新的养殖场并把牲畜买给屠宰场。
近九岁的哥哥和近七岁的卡尔·巴克斯在那里长时间的工作。卡尔·巴克斯后来回忆道，在米兰德镇的市场中聚集的人群给他留下了很深刻的印象。这是他所盼望的，因为以前他很少接触人群。他的注意力大多数时候都在那些出入市场的牛仔身上，注意他们的左轮手枪，各自奇妙的绰号，以及他们的幽默感。
1911年，他们举家迁往了加利福尼亚州的聖羅莎。在那里他们种植蔬菜和果树。不幸的是收益并没有他们所期待的那样高，他们开始陷入财政困境。父亲的焦躁造成了他第一次精神崩溃。
1913年，当父亲康复之后，他决定举家迁回梅里尔。这一年，卡尔·巴克斯12岁了，但由于不断的搬迁，他无法完成对初等教育的学习。所以他不得不继续读书直到1916年毕业。
1916年成为了卡尔·巴克斯人生的一个转折点。首先他的母亲在那一年去世。第二点是他的听力很早就有障碍，但在那时变得越发严重，以至于他几乎无法听清老师在讲些什么。他的听力在将来还会继续恶化，但在那时他无法获得助听器。稍后的生活中，他要是没有助听器就几乎什么都不能做。第三个原因是最近的学校有8公里远，即使他去就读，他糟糕的听力很有可能成为他学习中的障碍。因此他决定停止读书，这让他非常的失望。同时他变得更加的害羞，忧郁，自闭，消瘦。他在以后的生活中也没有变的更加不同。

## 职业生涯
16岁时的卡尔·巴克斯几乎全是在自学，而就在那个时候他觉得也许可以通过函授的方式学习，但是他仅学习了四章就停止了。因为工作占用了他太多的时间，而后来他说这个课程还是对他很有帮助。
直到1918年12月，他离开了他的父亲去三藩市寻找工作。他在一个小型的出版社工作了一段时间，并试图推销他的画给报纸和其他出版商，但收获不多。失望之余，他只得回到了俄勒岡的家中。
1923年，他家鄉的農場日漸没落，他便攜同妻子一起搬到了沙加緬度東部的羅斯威爾鎮。在那兒，他做了5年半的建筑工。他继续寻找一份能够卖掉他的画的工作。27歲那一年，《审判》杂志出版了他的画，之后投稿于《卡尔·巴克斯加里惊奇》（Calgary Eye-Opener），一本活跃在那个时期的男性杂志，他最终被聘用为编辑和编剧，并在为别的杂志做一些临时性工作的时候积累了很多经验。他的薪水是一个月90美元，这在那时候非常让人敬慕的。而其在那个时期为那本畅销杂志作的第一个漫画《酷酷》（Coo Coo）第一期（Coo Coo #1）的临摹版本于1997年在《汉密尔顿漫画》（Hamilton Comics）发表。
1930年，已與妻子離婚的巴克斯重返俄勒岡。那時世界經濟危機，巴克斯失業了，生活的沉寂使他最終決定將繪畫作為終身職業。一年后，仍在不懈努力的巴克斯，終于在明尼阿波利斯找到了一份喜劇創作和插圖繪畫的工作。
1935年，迪士尼公司招聘漫畫家，卡爾·巴克斯畫了幾幅白雪公主和小矮人送去，竟然出人意外的成功。于是，卡爾·巴克斯加入迪士尼，先在美術部工作，幫著畫唐老鴨、米老鼠等卡通人物。由于他的出色表现，他很快便被調至故事部。这段时期内，卡爾·巴克斯創作了35個卡通角色，還創作了多部唐老鴨喜劇電影腳本。
1942年，迪士尼工作室很快被轉為生產大量軍事題材影片的戰時工廠，因此需要创作大量为战争宣传的题材的漫画，而卡爾·巴克斯已厭倦这种工作，希望專注個人繪畫和寫作，于是他離開了迪士尼公司。他與第二個妻子搬到了圣哈辛托，在那兒，夫婦兩人經營了一個養雞場，并继续作画。
1943年，为了谋生，卡尔写信给《西部出版》说，他可以继续画迪士尼题材的连环画。虽然他一直想按自己的愿望画一套卡通人物，创造出有自己特点的连环画集，但是他始终没有机会。《西部出版》很快就雇用了他，让他创作唐老鸭漫画。他一直干了25年，直到他退休的那天。自1943年之后，卡尔共创作了200幅封面、400个故事脚本、6000页卡通画。
1966年，卡尔·巴克斯正式退休。

## 去世
2000年8月26日凌晨1时15分，卡尔·巴克斯因血癌在家中逝世，享年99岁。

## 婚姻和家庭
父亲名叫威廉姆·巴克斯（William Barks），母亲阿明达·约翰逊（Arminta Johnson）。他还有一个哥哥克莱德（Clyde）。他的祖父名叫大卫·巴克斯（David Barks），外祖父名叫卡尔·约翰逊（Carl Johnson），外祖母苏珊娜·梅西（Suzanna Massey）。
1921年，他与珀尔·特纳（Pearle Turner）（1904—1967）结婚，有两个孩子。佩吉·巴克斯（Peggy Barks），出生在1923年，桃乐斯·巴克斯（Dorothy Barks），出生在1924年。
1929年，他和帕尔分居，1930年离婚。之后他搬家到了明尼蘇達州明尼阿波利斯。不久，他遇到了科莱拉·波肯（Clara Balken），并在1938成为其第2任妻子。1951年，他们离婚。
1954年7月，他与结婚，直到1993年3月10日他的妻子去世。

## 创造的主要角色
他创造了唐老鴨世界觀中的“鸭堡”（Duckburg）和这个城市里的许许多多的居民，其中包括：
- 史高治·麦克老鸭（Scrooge McDuck）（1947）；
- 葛莱史东·甘德（英语：Gladstone Gander）（1984）；
- 庀兄弟（The Beagle Boys）（1951）；
- 吉罗·吉尔鲁斯（Gyro Gearloose）（1952）；
- 玛奇卡·德·斯派尔（英语：Magica De Spell）（1961）。[9]

## 获奖和荣誉
- 1970年：漫畫書藝術學會（英语：Academy of Comic Book Arts）舍扎姆奖最佳作家（幽默部）（Shazam Award for Best Writer (Humor Division)）；
- 1971年：迪士尼公司鸭先生奖（英语：Duckster）；
- 1973年：漫畫書藝術學會名人堂奖（Hall of Fame Award）；
- 1977年：圣地亚哥国际漫画展墨水壶奖（英语：Inkpot Award）；
- 1987年：艾斯納獎名人堂（Hall of Fame）；
- 美国国家卡通博物馆（英语：National Cartoon Museum）威廉·赫斯特卡通名人堂（William Randolph Hearst Cartoon Hall of Fame）；
- 1996年：漫画消费者指南爱好者奖（英语：Comics Buyer's Guide Fan Awards）最喜爱的作者（Favorite Writer）；
- 1991年：迪士尼公司迪士尼傳奇奖；
- 1996年：《卡尔·巴克斯书库》系列（Carl Barks Library）獲授予漫画消费者指南爱好者奖最喜爱的重印画册（Favorite Reprint Graphic Novel/Album）。[10]